# Basankusu
Basankusu is een stad in de Democratische Republiek Congo in de Evenaarsprovincie. Het is de hoofdplaats van het gelijknamig territorium Basankusu. De stad telde volgens de laatste census in 1984 13.157 inwoners en in 2004 naar schatting 23.763 inwoners.
De stad ligt op de zuidelijke oever van de Lulonga, bij de samenvloeiing met de Lopori.
De stad ligt aan de autoweg RN22.
Basankusi is de zetel van een rooms-katholiek bisdom.